# Ammotrecha friedlaenderi
Ammotrecha friedlaenderi är en spindeldjursart som beskrevs av Roewer 1954. Ammotrecha friedlaenderi ingår i släktet Ammotrecha och familjen Ammotrechidae. Inga underarter finns listade i Catalogue of Life.